# QV44
QV 44 est un des tombeaux situé dans la vallée des Reines, dans la nécropole thébaine, sur la rive ouest du Nil face à Louxor en Égypte.
Il a été fait à l'intention de Khâemouaset, un fils de Ramsès III. Les reliefs peints décorant la tombe illustrent le rituel d'une journée dans l'au-delà, comme le repas du principal dieu de la région, et tout comme les génies qui gardent les portes du domaine d'Osiris.
QV44 est l'une des nombreuses tombes construites pour les fils de Ramsès III. Les autres sont QV55 (Amonherkhépeshef), QV53 (Ramsès-Mériamon), QV43 (Séthiherkhépeshef), et QV42 (Parêherounemef). Friedrich Abitz soutient que les princes sont identifiés aux quatre fils d'Horus et sont tous les vrais fils du roi. Les décorations de ces tombes se concentrent davantage sur le roi que sur ses fils.

## Découverte
La tombe est découverte en février 1903 par une mission archéologique italienne dirigée par Ernesto Schiaparelli.
Le sarcophage de Khâemouaset, trouvé en état fragmentaire, avait son couvercle gravé avec une inscription datant du règne de Ramsès IV ; Khâemouaset étant mort avant de monter sur le trône fut enterré par son frère Ramsès IV.

## Description de la tombe

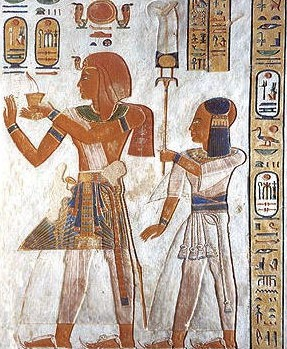
Ramsès III et Khâemouaset

Le couvercle du sarcophage externe de Khâemouaset

La tombe se compose d'un couloir, de deux pièces latérales, d'un second couloir et d'une pièce intérieure. La première partie du corridor est décorée de scènes montrant le roi Ramsès III devant divers dieux et déesses, dont Ptah, Thot, Anubis, Rê-Horakhty, Geb et d'autres encore.
Les chambres latérales comprennent des scènes représentant les fils d'Horus et les déesses Isis, Nephtys, Neith et Serket.
Le deuxième corridor comprend une scène montrant Khâemouaset en tant que prêtre-sem. D'autres scènes représentent le Livre des Portes.
La pièce intérieure est décorée de scènes montrant le roi devant plusieurs dieux et déesses. Les découvertes comprennent une partie d'un couvercle de sarcophage et des restes de vases canopes.